# Nikon Coolpix AW100
La Nikon Coolpix AW100 è una fotocamera non-SLR prodotta dalla Nikon, che fa parte della serie Nikon Coolpix.

## Caratteristiche tecniche
Questa macchina fotografica, che fa parte della moderna serie All Weather, è subacquea. Ha un sensore di 16 milioni di pixel e un obbiettivo Nikkor con zoom ottico di 5x. Lo zoom digitale può arrivare al massimo a 4x. Ha una memoria interna di circa 83 MB, espandibile con card di memoria SD/SDHC/SDXC. Ha la possibilità di fare filmati in Full HD (1080p) e pesa circa 178 grammi. Ha il GPS integrato.

## AW100s
Assieme alla Coolpix AW100 la Nikon ha messo in commercio anche la Coolpix AW100s, che è praticamente identica alla AW100 ma non è dotata di GPS.